# Campeonato Europeu de Ginástica Artística de 2010 - Resultados masculinos
Os resultados masculinos do Campeonato Europeu de Ginástica Artística de 2010 contaram com todas as provas individuais por aparelhos somadas a disputa coletiva.

## Resultados
| Pos.              | Ginasta                  | Pts    |
| ----------------- | ------------------------ | ------ |
| Medalha de ouro   | GER Matthias Fahrig      | 15,650 |
| Medalha de prata  | GRE Eleftherios Kosmidis | 15,400 |
| Medalha de bronze | GBR Daniel Purvis        | 15,250 |
| Medalha de bronze | GER Marcel Nguyen        | 15,250 |
| 5                 | GBR Kristian Thomas      | 14,975 |
| 6                 | ROU Flavius Koczi        | 14,950 |
| 7                 | ESP Manuel Carballo      | 14,825 |
| 8                 | ROU Adrian Bucur         | 14,700 |

| Pos.              | Ginasta             | Pts    |
| ----------------- | ------------------- | ------ |
| Medalha de ouro   | GBR Daniel Keatings | 15,600 |
| Medalha de prata  | GBR Louis Smith     | 15,375 |
| Medalha de bronze | SLO Saso Bertoncelj | 14,900 |
| 4                 | ROU Flavius Koczi   | 14,875 |
| 5                 | HUN Vid Hidvegi     | 14,850 |
| 6                 | BEL Koen Van Damme  | 14,575 |
| 7                 | ITA Alberto Busnari | 13,875 |
| 8                 | FRA Cyril Tommasone | 13,325 |

| Pos.              | Ginasta                 | Pts    |
| ----------------- | ----------------------- | ------ |
| Medalha de ouro   | ITA Matteo Morandi      | 15,250 |
| Medalha de prata  | FRA Samir Ait Said      | 15,100 |
| Medalha de bronze | BUL Jordan Jovtchev     | 14,900 |
| 4                 | ARM Davtyan Vahagn      | 14,700 |
| 5                 | ITA Paolo Ottavi        | 14,650 |
| 6                 | GER Marcel Nguyen       | 14,475 |
| 7                 | SUI Nikki Boeschenstein | 14,375 |
| 8                 | GER Fabian Hambuchen    | 13,000 |

| Pos.              | Ginasta             | Pts    |
| ----------------- | ------------------- | ------ |
| Medalha de ouro   | FIN Tomi Tuuha      | 15,975 |
| Medalha de prata  | GER Matthias Fahrig | 15,962 |
| Medalha de bronze | ROU Flavius Koczi   | 15,925 |
| 4                 | NED Jeffrey Wammes  | 15,862 |
| 5                 | POL Marek Lyszczarz | 15,800 |
| 6                 | GER Marcel Nguyen   | 15,750 |
| 7                 | ESP Isaac Bottela   | 15,737 |
| 8                 | FRA Yann Rayepin    | 15,125 |

| Pos.              | Ginasta                  | Pts    |
| ----------------- | ------------------------ | ------ |
| Medalha de ouro   | FRA Yann Cucherat        | 15,275 |
| Medalha de prata  | GRE Vasileios Tsolakidis | 15,200 |
| Medalha de bronze | POL Adam Kierzkowski     | 15,100 |
| Medalha de bronze | FRA Hamilton Sabot       | 15,100 |
| 5                 | NED Epke Zonderland      | 15,075 |
| 6                 | POL Roman Kuleska        | 15,025 |
| 7                 | ESP Manuel Carballo      | 14,675 |
| 8                 | GBR Daniel Purvis        | 14,425 |

| Pos.              | Ginasta              | Pts    |
| ----------------- | -------------------- | ------ |
| Medalha de ouro   | GRE Vlasios Maras    | 15,400 |
| Medalha de prata  | NED Epke Zonderland  | 15,375 |
| Medalha de bronze | GER Phillipp Boy     | 15,350 |
| Medalha de bronze | GER Fabian Hambuchen | 15,350 |
| 5                 | NED Jeffrey Wammes   | 15,025 |
| 5                 | FRA Yann Cucherat    | 15,025 |
| 7                 | POL Roman Kulesca    | 14,225 |
| 8                 | SLO Aljaz Pegan      | 13,800 |

### Equipes
Finais
| Posição           | País        | Ginastas                                                                                          | Total   |
| ----------------- | ----------- | ------------------------------------------------------------------------------------------------- | ------- |
| Medalha de ouro   | Alemanha    | Phillipp Boy Matthias Fahrig Fabian Hambuchen Marcel Nguyen Evgeny Spiridonov                     | 266,150 |
| Medalha de prata  | Reino Unido | Daniel Keatings Daniel Purvis Louis Smith Samuel Hunter Kristian Thomas                           | 263,025 |
| Medalha de bronze | França      | Hamilton Sabot Cyril Tommasone Samir Ait Said Moutoussamy Rayepin Yann Cucherat                   | 260,100 |
| 4                 | Espanha     | Rafael Martinez Isaac Botella Sergio Munoz Javier Gomez Manuel Carballo                           | 258,800 |
| 5                 | Suíça       | Claudio Capelli Lucas Fischer Roman Gisi Mark Ramseier Niki Böschenstein                          | 257,100 |
| 6                 | Itália      | Matteo Morandi Paolo Ottavio Alberto Busnari Paolo Principi                                       | 254,975 |
| 7                 | Roménia     | Flavius Koczi Adrian Bucur Ovidiu Buidoso Sandu Jivan C. Iancu                                    | 254,675 |
| 8                 | Grécia      | Christos Lympanovnos Dimitrios Markousis Vlasios Maras Eleftherios Kosmidios Vasileios Tsolakidis | 253,225 |